# Doca
Doca, pseudonimo di Alfredo Almeida Rego (7 aprile 1903 – 1956), è stato un calciatore brasiliano.

## Carriera
In carriera, Doca giocò per varie squadre brasiliane, mentre con la Nazionale brasiliana partecipò al Mondiale 1930.

## Palmarès

### Club
- Campionato Carioca: 1

São Cristóvão: 1926